# Schachtentrauchung
Eine Aufzugsschachtentrauchung ist eine Sicherheitseinrichtung für den Brandfall, die je nach Beschaffenheit des Aufzugsschachtes, bzw. nach Höhe und Nutzung einer Immobilie bei Aufzügen eingesetzt wird. Sie gewährleistet das Entweichen von Brandgasen und -rauch aus dem Aufzugsschacht. Wann Entrauchungsöffnungen und in welcher Größe in der Schachtverkleidung vorhanden sein müssen, ist den länderspezifischen Bau- und Baudurchführungsvorschriften zu entnehmen z. B. LBO und DVO_BauO. Es ist jedoch darauf zu achten, dass neben der Aufzugsschachtentrauchung, welche den Anforderungen des Baurechtes entsprechen muss, Aufzugsschächte ebenfalls den Anforderungen einer Aufzugsschachtentlüftung, welche sich aus der Umsetzung der Aufzugsrichtlinie 2014/33/EU ergeben, gerecht werden müssen.

## Rechtslage aus Sicht des Baurechts
Im Landesbaurecht Deutschlands werden typischerweise Entrauchungsöffnungen vorgeschrieben, wobei der Fahrschacht je nach Höhe und Nutzung einer Immobilie direkt ins Freie oder über die Aufzugsebenen entraucht werden muss.

## Rechtslage aus Sicht des Aufzugsrechts
Über die EG-Richtlinie zur Angleichung der Rechtsvorschriften über Aufzüge 2014/33/EU, werden europaweit grundlegende Sicherheits- und Gesundheitsanforderungen von allgemeiner Tragweite festgelegt. Unter anderem wird hier verlangt - „Die Farkörbe sind so auszulegen und zu bauen, dass auch bei längerem Halt ausreichend Lüftung für die Insassen gewährleistet ist“.
Um den Aufzugserrichtern den Nachweis der Übereinstimmung mit diesen grundlegenden Anforderungen zu erleichtern, sind vom Europäischen Normalisierungskomitee (CEN) harmonisierte Normen zum Schutz gegen Risiken auf Grund des Entwurfs und des Einbaus von Aufzügen sowie zur Überprüfung der Einhaltung der grundlegenden Anforderungen entworfen worden. In der harmonisierten Norm EN 81-1/2 wird z. B. empfohlen die Größe der Aufzugsschachtentlüftungsöffnung mit 1 % des Schachtquerschnittes auszuführen. Die neue harmonisierte Norm EN 81-20 hingegen gibt keine Vorgabe zur Größe der Lüftungsöffnung, sondern verweist auf einen detaillierten informativen Anhang, welchem unter anderem die wesentlichen Risiken bei der Bestimmung einer angemessenen Aufzugsschachtentlüftung zu entnehmen sind. Beide Normen verlangen, dass die Aufzugsanlage frei von schädlichen Gasen zu halten ist. Demzufolge ist die Ableitung von Rauch in einem Aufzugsschacht nicht nur im Rahmen des Baurechts, sondern ebenfalls im Rahmen des Aufzugsrechts über eine angemessene Gefahrenanalyse zu beurteilen.
Bei Personenaufzügen mit geschlossenen Aufzugsschächten ohne baurechtlich notwendige Entrauchungsöffnung muss die Schachtentlüftung nicht zwangsweise nach außen geführt werden. Eine Entlüftung in die Umgebung kann hier ausreichend sein.

## Unkontrollierte Schachtentrauchung
Es handelt sich hierbei um eine Abluftöffnung, die aus dem Schacht direkt ins Freie führt. Sie dient vorrangig dem Rauchabzug im Brandfall, aber auch dazu, einen Luftaustausch im Fahrschacht zu gewährleisten, sofern die Aufzugsschachtentrauchung nach Baurecht und -entlüftung nach Aufzugsrecht über eine gemeinsame Öffnung erfolgt.
Im Schacht vorhandener Rauch wird aufgrund der Thermik aus der Entrauchungsöffnung ins Freie befördert, statt in andere Etagen überzuströmen.

## Kontrollierte Schachtentrauchung
Immer häufiger werden die Rauchabzugsöffnungen mit technischen Vorrichtungen temporär verschlossen, um einen unnötigen Verlust von Wärmeenergie zu vermeiden. Mit der kontrollierten Schachtentrauchung gelingt es also, die baurechtlichen Vorschriften – z. B. die Landesbauordnungen (LBO) und die Energieeinsparverordnung (EnEV) – in Einklang zu bringen und zeitgleich die Sicherheit im Gebäude zu erhöhen. Derartige Systeme stellen sicher, dass die Rauchabzugsöffnung im Falle einer Rauchentwicklung sofort öffnet. Zusätzlich kann die Aufzugssteuerung über einen potentialfreien Kontakt über die Anwesenheit von Rauch im Schacht informiert werden. Eine darauffolgende Evakuierungsfahrt des Fahrkorbes kann nur über die Aufzugssteuerung durchgeführt werden.
Eine kontrollierte Schachtentrauchung wird eingesetzt, um das Entweichen von warmer Raumluft durch die Rauchabzugsöffnung eines Aufzugschachtes zu verhindern. Dabei wird die Rauchabzugsöffnung so realisiert, dass diese nur in bestimmten Situationen geöffnet wird und sonst verschlossen bleibt. Eine typische Verschlusseinrichtung stellt z. B. eine elektrisch betätigte Jalousieklappe dar. Diese Jalousieklappe wird z. B. von der Schachtinnenseite vor der bzw. in der Öffnung positioniert und über einen Rauchmelder angesteuert. Im Falle einer Rauchdetektion öffnet die Klappe, der Rauch zieht ab.
Die kontrollierte Schachtentrauchung ist heute bei der Errichtung neuer Wohn- und Geschäftsgebäude beinahe zum Standard geworden, baurechtlich aber keine Vorschrift. Da die Amortisationszeiten für die Investitionskosten häufig relativ kurz sind, können die Heiz- und Klimaenergiekosten so beträchtlich reduziert werden. Zudem wird die Sicherheit der Nutzer erhöht.
Wichtig ist, dass eine solche kontrollierte Schachtentrauchung auch die Luftqualität und Temperatur im Schacht oder in der Kabine permanent erfasst und im Falle einer Grenzwertüberschreitung die Verschlusseinrichtung öffnet. Im Falle einer Aufzugstörung mit Personeneinschluss kann der Sauerstoffgehalt der Luft in  Aufzugskabinen insbesondere von Niedrigenergie- oder energetisch renovierten Immobilien schnell einen kritischen Wert erreichen. (Beispieldaten: Luftverbrauch Mensch ca. 3 m³/h, Luftvolumen 35 m³, Anzahl der Personen 13). In modernen Lüftungssteuerungen für Aufzüge sind bereits Routinen enthalten, die die Entrauchungsöffnungen abhängig von der Aufzugsnutzung oder nach einem festgelegten Intervall öffnen und schließen.
Für die Nachrüstung an bestehenden Aufzugsanlagen gibt es heute derartige Anlagen, die auch bei ganz alten Aufzugsanlagen, welche noch mit Relaissteuerungen ausgerüstet sind, eine Nachrüstung problemlos möglich machen.